# Марченко, Пётр Валентинович
Пётр Валенти́нович Ма́рченко (род. 23 декабря 1969, Москва) — российский тележурналист, радио- и телеведущий. Ведущий будничной итоговой программы «Новости» на «РЕН ТВ» (с 2015 года), ранее — программы «Сегодня» на «НТВ» (1996—2002) и воскресного выпуска программы «Время» на «Первом канале» (2003—2005).

## Биография
Родился 23 декабря 1969 года в Москве. Отец — Валентин Петрович (1932—1993) — журналист, редактор документального кино. Мать — Ольга Ефимовна (1934—2016) — научный сотрудник.
Учился на факультете русского языка и литературы Московского областного педагогического института им. Н. К. Крупской, но ушёл из вуза по собственному желанию. Также некоторое время проходил обучение на факультете журналистики МГУ.

### СМИ
С 23 марта 1992 года работал редактором новостей на радиостанции «Эхо Москвы», куда его принял Сергей Фонтон.
С 1996 по 2002 год вёл информационную программу телеканала НТВ «Сегодня». Изначально вёл утренние и дневные выпуски этой программы. Первый раз появился в эфире в качестве ведущего НТВ 5 декабря 1996 года, в последний раз — 27 сентября 2002 года.
После вынужденного ухода старой команды НТВ с канала весной 2001 года он согласился работать с руководством Бориса Йордана. С 14 апреля 2001 и до конца августа 2002 года Марченко (поочерёдно с Кириллом Поздняковым, позже с Татьяной Митковой) становится ведущим вечерних выпусков программы «Сегодня». Некоторое время вёл новости на новосибирском телевидении. Утверждал:

 — «Понятия „команда НТВ“ больше нет. У меня слишком много претензий к каждой из сторон (и к „Медиа-Мосту“, и к „Газпрому“). Но я решил остаться именно на канале, вне зависимости от руководства. Если НТВ не будет свободным, то я уйду первым…»
В октябре 2002 года покинул НТВ и перешёл на «Первый канал» по приглашению Константина Эрнста и Александра Любимова. По некоторым сведениям, это произошло после его конфликта с главным редактором НТВ Татьяной Митковой, в результате которого Марченко вместо вечерних выпусков стал вести утренние и региональные (в этом качестве ведущий отработал весь сентябрь).
В течение 6 лет, начиная с октября 2002 года, Пётр вёл на канале программы «Новости», «Время», «Ночное Время», «Воскресное Время» (2002—2005, последний новостной эфир провёл 10 июля 2005 года), «Доброе утро» (2006—2008), теледебаты думских выборов—2003 и выборов президента—2004.
Работал в прямом эфире в дни взрывов жилых домов в сентябре 1999 года, отставки Ельцина, трагедии АПЛ «Курск», 11 сентября 2001 года, в день начала войны в Афганистане, «Норд-Оста» и Беслана. Несколько раз работал корреспондентом — в день крушения электропоезда ЭР2-1117 на станции «Бекасово I» (на НТВ, в июле 1998 года) и во время подсчёта голосов на президентских выборах 2004 года (на «Первом канале», в марте 2004 года).
Становился участником развлекательных шоу «Угадай мелодию», «Русский экстрим» и «Империя», выходивших на «Первом канале». В апреле 2006 года был ведущим документального фильма «От Таврического до Охотного», посвящённого 100-летию российского парламентаризма. Пётр ушёл с канала в мае 2008 года.
C 2006 по 2008 год был ведущим дневного эфира на московском информационном радио «СИТИ FM 87.9».
С 2008 по 2011 год являлся ведущим итоговой информационно-аналитической программы «7» на телеканале «Эксперт-ТВ». Там же занимал пост руководителя дирекции информационных программ телеканала. С февраля 2010 года стал генеральным продюсером телеканала «Эксперт-ТВ».
С июня 2011 года работал на «Закон ТВ» в должности заместителя главного редактора.
C декабря 2011 года — заместитель главного редактора информационной радиостанции «Сити-FM». С мая 2014 по конец февраля 2015 года — главный редактор радиостанции. Занимая руководящие должности, поочерёдно вёл передачи «СИТИ-Life» и «Радиорубка».
С 12 мая 2015 года — ведущий будничной итоговой программы «Новости» (с 12 июня 2022 года по воскресеньям — «Итоговая программа») в 23:00 на «РЕН ТВ».

## Семья
Первая жена — Татьяна Владимировна Марченко (р. 31 мая 1971), выпускница факультета иностранных языков МГПИ им. Ленина. В разное время работала редактором международного отдела радио «Эхо Москвы», редактором в программе «Телеспецназ» на РТР, занимала руководящие должности в партиях «Единая Россия» и «Правое дело». Ныне — вице-президент организации «Деловая Россия». От этого брака есть сын Валентин (р. 1995), учился в ИСАА МГУ.